# Citroëngarage (Brussel)
De Citroëngarage (Frans: Garage Citroën) is van oorsprong een garage/showroom aan het IJzerplein in Brussel, dat tot 2012 dienstdeed als hoofdkantoor van Citroën Belux en tot 2017 als vestiging. Het werd van 1933 tot 1934 gebouwd naar een ontwerp van Alexis Dumont, Marcel Van Goethem en Maurice-Jacques Ravazé.

## Geschiedenis

### Voorgeschiedenis
Tegen het einde van de jaren 20 had de Société Belge des Automobiles Citroën, zoals Citroën Belux toen heette, haar hoofdvestiging aan de Amazonestraat in Brussel met werkplaatsen over heel Brussel verspreid. Om alle functies van het bedrijf (kantoren, reparatie en verkoop) onder één dak samen te brengen, besloot Citroën te verhuizen. In 1933 kwam Maurice Ravazé naar Brussel om een locatie te zoeken voor dit alomvattende gebouw. Hij koos het perceel op de noordhoek van de Vijfhoek, naast het Zeekanaal Brussel-Schelde, aan de Leopold Ⅱ-Laan en dicht bij Station Brussel-Groendreef en iets verderop Station Brussel-Noord, waar zich tussen 1913 en in de loop van de Eerste Wereldoorlog voor korte tijd een lunapark bevond. Naast roetsjbanen, een toverrivier en een waterval had dit lunapark ook een eigen zaal met duizend zitplaatsen, waar onder meer de Ballets Russes met Nijinski kwamen optreden.
De architecten Alexis Dumont en Marcel Van Goethem ontwierpen een modernistisch complex dat voornamelijk uit glas, staal en beton bestond en bedachten een ingenieus nachtverlichtingsconcept voor de toonzaal. Doordat het gekozen perceel al gedeeltelijk werd ingenomen door gebouwen die de eigenaren weigerden te verkopen, pasten de architecten hun plan aan door er omheen te bouwen. Op de hoek van de Sainctelettesquare en het IJzerplein vestigden ze de toonzaal, een reusachtige ruimte zonder verdieping, met kantoren, een krantenkiosk, een bar en een wachtzaal. Rechts daarvan stond een klein bijgebouw, waarin op de benedenverdieping de nieuwste modellen werden tentoongesteld, en met kantoren op de verdieping. De twee noordelijke derden van het bouwblok, aan de Akenkaai, de Ruimingskaai en de Willebroekkaai, werden ingenomen door de grote werkplaatsen zonder verdieping, aangevuld met een vergaderzaal en een sanitaire ruimte. De circulatie in de werkplaatsen waren georganiseerd: de klanten kwamen binnen via de Willebroekkaai, de 220 werknemers via de Akenkaai, en een derde ingang, aan de Ruimingskaai, was voorbehouden voor de leveranciers van reserveonderdelen.
Het bedrijf Blaton-Aubert, het huidige CIT Blaton, nam de bouw van de toonzaal voor zijn rekening, de werkplaatsen werden uitgevoerd door de Société Anonyme des Anciens Etablissements Paul Wurth en de stalen gevelstructuur door de Société Métallurgique d’Enghien-Saint-Éloi.
Op 16 januari 1933 kwam de Brusselse gemeenteraad bijeen om de verkoop van de grond en opstelling van het gebouw te bespreken. De aankoop van een 13.753 m² groot perceel werd goedgekeurd voor een prijs van 4.676.020 Belgische frank, voor een perceel dat in 1929 op een waarde van 5.559.964 frank werd geschat. Het stadsbestuur was zeer enthousiast over het project dat Citroën voorstelde. De inplanting van een dergelijk gebouw gaf volgens het bestuur een meerwaarde en zou de buurt nieuw leven inblazen. Bovendien waren ze ervan overtuigd dat ook de economie in deze buurt zou opleven dankzij de inplanting van een dergelijk commercieel/semi-industrieel gebouw. Omdat het stadsbestuur vreesde dat de kosten van een dergelijk gebouw rellen en vandalisme tot gevolg zouden kunnen hebben, werd Citroën wel opgelegd om op de benedenverdieping te werken met guillotineramen, die makkelijker te vervangen waren in het geval van schade. De werkzaamheden begonnen op 20 oktober 1933 en werden in het voorjaar van 1934 voltooid.

### Verdere geschiedenis
De garage werd tijdens de Tweede Wereldoorlog door de Duitsers bezet en gebombardeerd, en nadien diende het als garage voor de gevechtswagens van de geallieerden. Vlak na de oorlog werd een tijdelijke garage ingericht op de Thurn en Taxis terwijl herstellingen werden uitgevoerd. Het complex opende zijn deuren opnieuw in 1947, na ingrijpende renovatiewerken.
In 1954, met het oog op Expo 58, richtte architect Louis Hoebeke een tankstation in op de benedenverdieping van de toonzaal, en daarboven bouwde hij een betonnen tentoonstellingsplatform. Rond 1958 werden vier plateaus toegevoegd op een structuur van metalen palen die losstond van die van het gebouw. Tezelfdertijd werd het kleine aan de toonzaal palende gebouw vervangen door een volume met dezelfde hoogte als de toonzaal en dat als toegang voor auto's tot de nieuwe verdiepingen dienstdeed. In 1959 werd een laatste plateau toegevoegd. In 1960 werd een plateau ingericht in de werkplaatsen, waarvan het oppervlak in 1977 werd vervolledigd. Nog in 1960 werd het kleine gebouw Willebroekkaai achteraan verhoogd met het oog op de uitbreiding van het restaurant. Rond 1980 werden de gevels eenvormig gemaakt door ze allemaal wit te schilderen.
In 2015 werd het complex aangekocht door de Brusselse Maatschappij voor Stedelijke Inrichting (MSI) met als doel het om te vormen tot een museum voor hedendaagse kunst en tot woningen, in het kader van de heropleving van de kanaalzone.
In 2017 lanceerde het MSI een oproep aan ontwerpers voor de reconversie van de Citroëngarage. Architect Wessel de Jonge, specialist modernistische architectuur, tekende een masterplan voor de locatie. Er werden 92 projecten ingediend, waarvan de jury er zeven aanduidde die een stap verder mochten gaan in het concours. Het bekroonde ontwerp werd uitgewerkt als KANAL-Centre Pompidou. Bij de realisatie kwam er een samenwerking tussen het Brussels Gewest, het Parijse Centre Pompidou en het CIVA.